# أغنس هامبرت
أغنس هامبرت (بالفرنسية: Agnès Humbert) هي مؤرخة الفن فرنسية، ولدت في 12 أكتوبر 1894 في ديابة في فرنسا، وتوفيت في 19 سبتمبر 1963 في باريس في فرنسا.